# Ossie Williams
Pas d'image ? Cliquez ici

a Compétitions nationales et continentales officielles uniquement.

b Matchs officiels uniquement.
Oswald Williams, né le 12 avril 1921 à Llanelli et mort le 23 mars 1988 à Risca, est un joueur de rugby gallois, évoluant au poste de troisième ligne aile pour le pays de Galles.

## Carrière
Il dispute son premier test match le 18 janvier 1947 contre l'équipe d'Angleterre, et son dernier test match fut contre l'équipe d'Irlande le 13 mars 1948. Il joue 7 matchs. Il participe notamment à la victoire sur les Wallabies en 1947.

## Palmarès
- Victoire dans le Tournoi des cinq nations 1947

## Statistiques en équipe nationale
- 7 sélections
- 3 points (1 pénalité)
- Sélections par année : 3 en 1947, 4 en 1948
- Participation à deux Tournois des Cinq Nations en 1947, 1948